# Fußball-Europameisterschaft der Frauen 2022/Spanien
Dieser Artikel behandelt die spanische Nationalmannschaft bei der Fußball-Europameisterschaft der Frauen 2022 in England. Spanien nahm zum vierten Mal an der Endrunde teil und scheiterte wie zuvor in der ersten K.-o.-Runde.

## Qualifikation
Spanien wurde für die Qualifikation in Gruppe D gelost. Als Gegner wurden zugelost Tschechien, Polen, die Republik Moldau und Aserbaidschan. Die Spanierinnen starteten mit zwei Siegen in die Qualifikation, gaben dann in Polen bei einem torlosen Remis einen Punkt ab und mussten dann wegen der COVID-19-Pandemie eine lange Pause einlegen. Zwar konnten im Herbst 2020 drei Spiele stattfinden, zwei mussten aber in den Februar 2021 verschoben werden. So konnten sie sich erst im Februar qualifizieren – das aber durch einen 13:0-Auswärtssieg in Aserbaidschan, wobei Jennifer Hermoso und Esther Gonzalez je fünf Tore gelangen, schon vor dem letzten Spiel gegen Polen. Spanien erzielte mit 48 Toren zusammen mit den beiden Finalisten der letzten EM Dänemark und Niederlande, die aber beide zwei Spiele mehr bestritten, die meisten Tore in den regulären Qualifikationsspielen.
| Pl. | Land          | Sp. | S | U | N | Tore    | Diff. | Punkte |
| --- | ------------- | --- | - | - | - | ------- | ----- | ------ |
| 1.  | Spanien       | 8   | 7 | 1 | 0 | 048:100 | +47   | 22     |
| 2.  | Tschechien    | 8   | 5 | 1 | 2 | 024:900 | +15   | 16     |
| 3.  | Polen         | 8   | 4 | 2 | 2 | 016:500 | +11   | 14     |
| 4.  | Moldau        | 8   | 1 | 0 | 7 | 003:430 | −40   | 03     |
| 5.  | Aserbaidschan | 8   | 1 | 0 | 7 | 002:350 | −33   | 03     |

| Datum      | Spielort | Gegner        | Ergebnis   | Torschützinnen für Spanien |
| ---------- | -------- | ------------- | ---------- | --- |
| 04.10.2019 | A Coruña | Aserbaidschan | 04:0 (2:0) | Patricia Guijarro (8.), Virginia Torrecilla (26.), Aitana Bonmatí (54., 76.) |
| 08.10.2019 | Prag     | Tschechien    | 05:1 (4:0) | Jana Petříková (6./Eigentor), Mariona Caldentey (11.), Aitana Bonmatí (23.), Irene Paredes (35.), Jennifer Hermoso (79.)                                                                                  |
| 12.11.2019 | Lublin   | Polen         | 00:0       | |
| 19.09.2020 | Chișinău | Moldau        | 09:0 (6:0) | Lucía García (6., 38.), Anastasia Sivolobova (9./Eigentor), Mariona Caldentey (27., 52., 81./Elfm.), Jennifer Hermoso (35.), Alba Redondo (40.), Patricia Guijarro (75.)                                  |
| 23.10.2020 | Sevilla  | Tschechien    | 04:0 (3:0) | Esther Gonzalez (1.), Patricia Guijarro (25.), Aitana Bonmatí (34.), Alexia Putellas (53.) |
| 27.11.2020 | Madrid   | Moldau        | 10:0 (6:0) | Aitana Bonmatí (7., 30.), Jennifer Hermoso (13., 25., 87./Elfm.), Mariona Caldentey (28./Elfm.), Dummitrita Prisacari (45.+1/Eigentor), Alexia Putellas (57.), Patricia Guijarro (71.), Eva Navarro (83.) |
| 18.02.2021 | Baku     | Aserbaidschan | 13:0 (6:0) | Esther Gonzalez (21., 24., 30., 31., 87.), Jennifer Hermoso (33., 43., 67., 82., 90.+3), Mariona Caldentey (57.), Eva Navarro (75.), Nerea Eizaguirre (84.)                                               |
| 23.02.2021 | Madrid   | Polen         | 03:0 (1:0) | Esther Gonzalez (24., 69.), Mapi León (87.) |

## Vorbereitung
Zwischen dem Ende der Qualifikation und dem Beginn der EM-Endrunde liegen diesmal aufgrund der Verschiebung der Endrunde aufgrund der COVID-19-Pandemie knapp 19 Monate. In diese Zeit fiel der Beginn der Qualifikation für die WM 2023, die nach der EM abgeschlossen wird.
Im Jahr der EM-Endrunde fanden bisher folgende Spiele statt, bzw. sind geplant:
| Datum      | Ergebnis | Gegner 1    | Austragungsort         | Anlass                | Spanische Torschützinnen                                                                 |
| 17.02.2022 | 1:1      | Deutschland | Middlesbrough (ENG)    | Vier-Nationen-Turnier | Alexia Putellas                                                                          |
| 20.02.2022 | 0:0      | England     | Norwich (ENG)          | Vier-Nationen-Turnier |                                                                                          |
| 23.02.2022 | 1:0      | Kanada      | Wolverhampton (ENG)    | Vier-Nationen-Turnier | Alexia Putellas                                                                          |
| 07.04.2022 | 1:1      | Brasilien   | Alicante               |                       | Alexia Putellas                                                                          |
| 12.04.2022 | 2:0      | Schottland  | Glasgow (SCO)          | WM-Qualifikation      | Jennifer Hermoso (2)                                                                     |
| 25.06.2022 | 7:0      | Australien  | Huelva                 | Freundschaftsspiel    | Aitana Bonmatí, Mariona Caldentey, Esther González, Lucía García (2), Irene Guerrero (2) |
| 01.07.2022 | 1:1      | Italien     | Castel di Sangro (ITA) | Freundschaftsspiel    | Alexia Putellas 2                                                                        |

Anmerkungen:

## Kader
Am 31. Mai wurden 28 Spielerinnen für die EM-Vorbereitung benannt. Am 14. Juni musste auf Jennifer Hermoso verletzungsbedingt verzichtet werden, für die Claudia Zornoza nachnominiert wurde. Am 27. Juni wurde der endgültige Kader benannt. Heraus fielen Abwehrspielerin Ainhoa Vicente Moraza, die Mittelfeldspielerinnen Teresa Abelleira und Nerea Eizagirre sowie die Angreiferinnen Amaiur Sarriegi und Claudia Zornoza. Teresa Abelleira ersetzte am 29. Juni aber Salma Paralluelo. Am 5. Juli wurde bestätigt, dass Kapitänin Alexia Putellas im Training einen Kreuzbandriss im linken Knie erlitt. Nachnominiert wurde Amaiur Sarriegi.
| Nr.        | Spielerin            | Verein            | Geburts- datum     | Länder- spiele | Länder- spieltore | Debüt | Letzter Einsatz vor der EM | EM-Spiele,-Tore | EM 2022 | EM 2022 | EM 2022     | EM 2022         | EM 2022    |
| Nr.        | Spielerin            | Verein            | Geburts- datum     | Länder- spiele | Länder- spieltore | Debüt | Letzter Einsatz vor der EM | EM-Spiele,-Tore | Sp.     | Tor     | Gelbe Karte | Gelb-Rote Karte | Rote Karte |
| Tor        | Tor                  | Tor               | Tor                | Tor            | Tor               | Tor   | Tor                        | Tor             | Tor     | Tor     | Tor         | Tor             | Tor        |
| ---------- | -------------------- | ----------------- | ------------------ | -------------- | ----------------- | ----- | -------------------------- | --------------- | ------- | ------- | ----------- | --------------- | ---------- |
| 01         | Lola Gallardo        | Atlético Madrid   | 10. Juni 1993      | 037            | 0                 | 2012  | 23.02.2022                 | 0 (2017)        |         |         |             |                 |            |
| 13         | Sandra Paños         | FC Barcelona      | 4. November 1992   | 052            | 0                 | 2011  | 01.07.2022                 | 4 (2017)        | 4       |         |             |                 |            |
| 23         | Misa Rodríguez       | Real Madrid       | 22. Juli 1999      | 005            | 0                 | 2021  | 20.02.2022                 |                 |         |         | 1           |                 |            |
| Abwehr     |                      |                   |                    |                |                   |       |                            |                 |         |         |             |                 |            |
| 03         | Laia Aleixandri      | Atlético Madrid   | 25. August 2000    | 011            | 02                | 2019  | 01.07.2022                 |                 | 4       |         |             |                 |            |
| 05         | Ivana Andrés         | Real Madrid       | 13. Juli 1994      | 036            | 0                 | 2015  | 01.07.2022                 |                 |         |         |             |                 |            |
| 02         | Ona Batlle           | Manchester United | 10. Juni 1999      | 023            | 0                 | 2019  | 01.07.2022                 |                 | 4       |         |             |                 |            |
| 19         | Olga Carmona         | Real Madrid       | 12. Juni 2000      | 010            | 0                 | 2021  | 01.07.2022                 |                 | 2       |         |             |                 |            |
| 21         | Sheila García        | Atlético Madrid   | 15. März 1997      | 007            | 0                 | 2019  | 12.04.2022                 |                 | 4       |         |             |                 |            |
| 16         | Mapi León            | FC Barcelona      | 13. Juni 1995      | 050            | 01                | 2016  | 01.07.2022                 | 2 (2017)        | 4       |         | 1           |                 |            |
| 15         | Leila Ouahabi        | FC Barcelona      | 22. März 1993      | 049            | 01                | 2016  | 01.07.2022                 | 3 (2017)        | 3       |         | 1           |                 |            |
| 04         | Irene Paredes        | FC Barcelona      | 4. Juli 1991       | 083            | 09                | 2011  | 01.07.2022                 | 8 (2013, 2017)  | 4       | 1       | 1           |                 |            |
| 20         | Andrea Pereira       | FC Barcelona      | 19. September 1993 | 041            | 0                 | 2016  | 25.06.2022                 | 2 (2017)        |         |         |             |                 |            |
| Mittelfeld |                      |                   |                    |                |                   |       |                            |                 |         |         |             |                 |            |
| 18         | Teresa Abelleira     | Real Madrid       | 9. Januar 2000     | 005            | 0                 | 2017  | 25.06.2022                 |                 | 1       |         |             |                 |            |
| 06         | Aitana Bonmatí       | FC Barcelona      | 18. Januar 1998    | 042            | 15                | 2017  | 01.07.2022                 |                 | 4       | 1       |             |                 |            |
| 08         | Mariona Caldentey    | FC Barcelona      | 19. März 1996      | 049            | 18                | 2017  | 01.07.2022                 | 3 (2017)        | 4       | 1       |             |                 |            |
| 12         | Patricia Guijarro    | FC Barcelona      | 17. Mai 1998       | 038            | 09                | 2017  | 01.07.2022                 |                 | 4       |         |             |                 |            |
| 07         | Irene Guerrero       | UD Levante        | 12. Dezember 1996  | 014            | 04                | 2019  | 01.07.2022                 |                 | 2       |         |             |                 |            |
| Angriff    |                      |                   |                    |                |                   |       |                            |                 |         |         |             |                 |            |
| 11         | Marta Cardona        | Real Madrid       | 26. Mai 1995       | 018            | 01                | 2019  | 01.07.2022                 |                 | 4       | 1       |             |                 |            |
| 10         | Athenea del Castillo | Real Madrid       | 24. Oktober 2000   | 011            | 03                | 2020  | 01.07.2022                 |                 | 4       |         |             |                 |            |
| 17         | Lucía García         | Athletic Bilbao   | 14. Juli 1998      | 033            | 08                | 2018  | 01.07.2022                 |                 | 3       | 1       |             |                 |            |
| 09         | Esther González      | Real Madrid       | 8. Dezember 1992   | 023            | 15                | 2016  | 01.07.2022                 | 0 (2017)        | 3       | 1       |             |                 |            |
| 22         | Claudia Pina         | FC Barcelona      | 12. August 2001    | 004            | 0                 | 2021  | 07.04.2022                 |                 | 2       |         |             |                 |            |
| 14         | Amaiur Sarriegi      | Real Sociedad     | 13. Dezember 2000  | 012            | 12                | 2021  | 25.06.2022                 |                 | 1       |         |             |                 |            |

1. ↑  Nummern bei der Endrunde
2. ↑  Stand: Juni 2022
3. 1 2  Stand: 1. Juli 2022
4. ↑  0 = EM-Teilnahme ohne Einsatz
5. ↑  Auf der Bank

## Endrunde
Bei der Auslosung am 28. Oktober 2021 wurde Spanien in die Gruppe mit Rekordeuropameister Deutschland, Dänemark und Finnland gelost. Gegen Deutschland konnte noch kein Spiel gewonnen werden, zwei endeten remis und drei wurden verloren – zuletzt in der Gruppenphase bei der WM 2019. Gegen Dänemark wurde das bisher letzte Spiel gewonnen, davor gab es drei Remis und neun Niederlagen. Gegen Finnland ist die Bilanz dagegen positiv mit fünf Siegen und zwei Remis.

### Gruppenspiele
| Pl. | Land        | Sp. | S | U | N | Tore    | Diff. | Punkte |
| --- | ----------- | --- | - | - | - | ------- | ----- | ------ |
| 1.  | Deutschland | 3   | 3 | 0 | 0 | 009:000 | +9    | 09     |
| 2.  | Spanien     | 3   | 2 | 0 | 1 | 005:300 | +2    | 06     |
| 3.  | Dänemark    | 3   | 1 | 0 | 2 | 001:500 | −4    | 03     |
| 4.  | Finnland    | 3   | 0 | 0 | 3 | 001:800 | −7    | 0      |

|                                                                                             |   |          |           |
| Fr., 8. Juli 2022 um 17:00 Uhr (18:00 Uhr MESZ) in Milton Keynes (Stadium MK)               |   |          |           |
| Spanien                                                                                     | – | Finnland | 4:1 (2:1) |
| Di., 12. Juli 2022 um 20:00 Uhr (21:00 Uhr MESZ) in Brentford (Brentford Community Stadium) |   |          |           |
| Deutschland                                                                                 | – | Spanien  | 2:0 (2:0) |
| Sa., 16. Juli 2022 um 20:00 Uhr (21:00 Uhr MESZ) in Brentford (Brentford Community Stadium) |   |          |           |
| Dänemark                                                                                    | – | Spanien  | 0:1 (0:0) |

### K.-o.-Runde
| |   |         |                      |
| Mi., 20. Juli 2022 um 20:00 Uhr (21:00 Uhr MESZ) in Brighton and Hove (Brighton Community Stadium) |   |         |                      |
| England                                                                                            | – | Spanien | 2:1 n. V. (1:1, 0:0) |